# Barão de Laguna

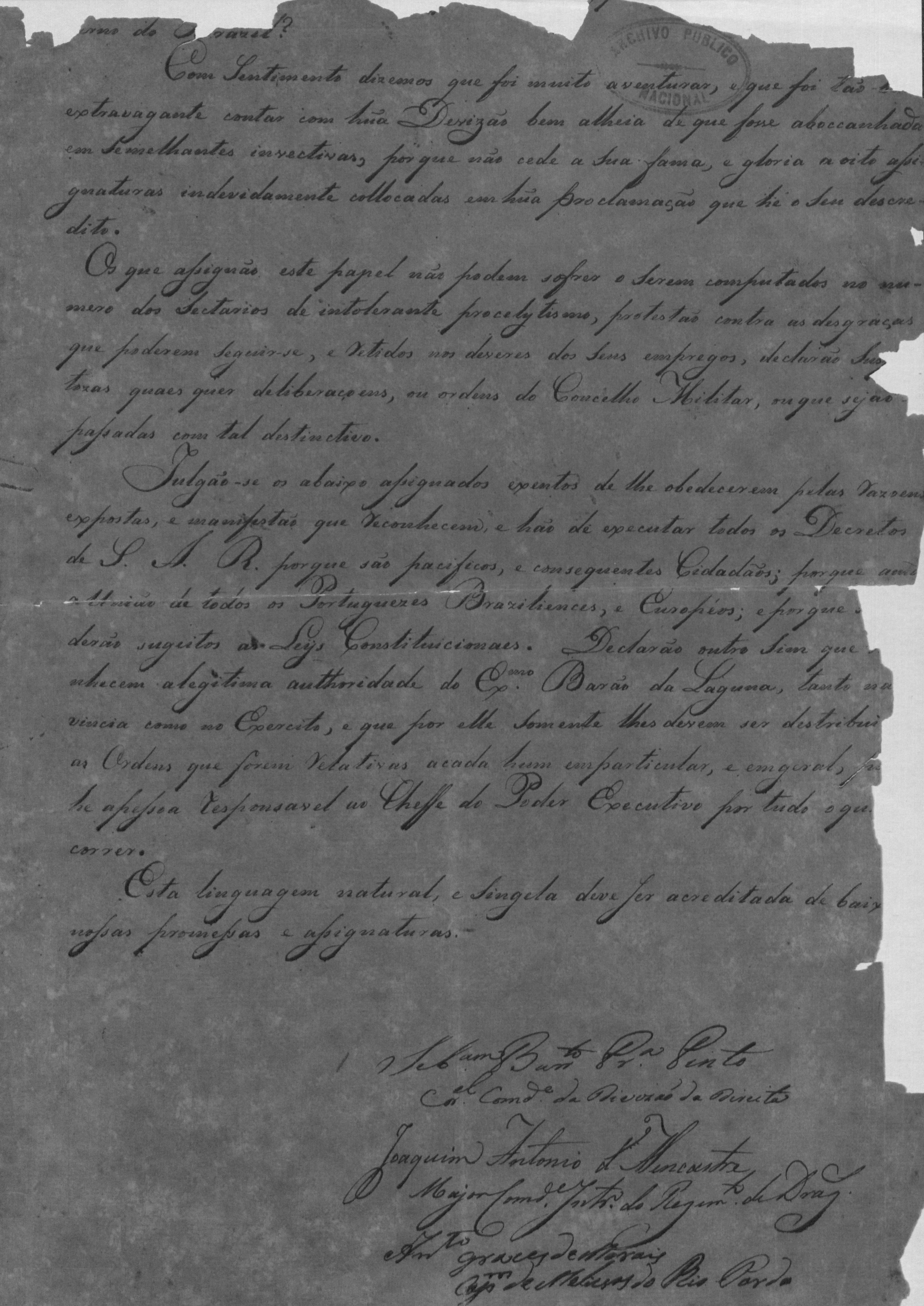
Declaração assinada por diversos oficiais reconhecendo a legítima autoridade do Barão de Laguna. Arquivo Nacional.

Barão de Laguna é um título nobiliárquico brasileiro criado por D. Pedro I do Brasil, por decreto de 2 de janeiro de 1823, em favor a Carlos Frederico Lecor. O título faz referência à região da baía catarinense de Laguna.
Titulares
1. Carlos Frederico Lecor (1767–1836) – primeiro visconde com grandeza, foi marechal, governador de Montevidéu e conselheiro imperial.
2. Jesuíno Lamego da Costa (1811–1886) – senador durante o Segundo Reinado.